# Viggo Björck
Viggo Björck, född 12 mars 2008 i Stockholm, är en svensk professionell ishockeyspelare som spelar för Djurgården Hockey i SHL.

## Klubbkarriär

### IFK Täby
Björck började spela ishockey med IFK Täby.
I november 2023 ledde Björck som lagkapten sitt Stockholm Nord till seger i TV-pucken. Han avgjorde finalen i förlängningen, och noterade totalt 24 poäng (8 mål, 16 assists) på 8 matcher, vilket ger det näst bästa poängsnittet någonsin i turneringen.
Under samma säsong, som var hans första på J18 Region-nivå, kom han att i Täby-tröjan krossa alla tidigare poängrekord och slutade J18-säsongen 2023/24 på 98 poäng (33 mål, 65 assists) på 36 matcher.

### Djurgården Hockey
Efter elva år i Täby-organisationen bytte Björck inför hockeygymnasiet och säsongen 2024/25 till Djurgårdens juniorverksamhet och fortsatte slå rekord där med. Trots att han var yngre än nästan alla motspelare, noterade han vid ännu 16 års ålder tidernas i särklass poängstarkaste säsong i J20-grundserien. Totalt blev det 74 poäng (27 mål, 47 assists) på 42 matcher. Många av poängen kom i samspel med storebror Wilson. Björck var även en kraftigt bidragande orsak till att Djurgården denna säsong vann både JSM-guld och J18-guld. Därefter hade Björck inte så mycket kvar att bevisa på svensk juniornivå.
14 februari 2025, vid en ålder av 16 år, 11 månader och två dagar, debuterade Björck i Hockeyallsvenskan och gjorde då även sitt första mål, varmed han blev en av ligans yngsta målskyttar genom tiderna. Han blev även den förste spelaren född 2008 att spela i Hockeyallsvenskan.

## Landslagskarriär
16 år gammal blev Björck hösten 2024 uttagen i U18-landslaget, och var sedan med 8 poäng (4 mål, 4 assists) på 7 matcher tongivande i U18-VM år 2025 trots att han var yngst i laget. Sverige slutade turneringen med ett silver efter rekordstor finalförlust mot Kanada med 0-7.

## Familj
Björcks far är hockeyspelaren Jesper Björck med mångårig erfarenhet från Elitserien. Björcks moster är artisten Charlotte Perrelli.